# Glen Garfield Williams
Glen Garfield Williams (ur. 14 września 1923 w Newport, Monmouthshire; zm. 28 marca 1994 w Genewie) – brytyjski duchowny baptystyczny, działacz ekumeniczny, w latach 1968-1986 sekretarz generalny Konferencji Kościołów Europejskich.

## Życiorys
Urodził się w rodzinie J.D. Williamsa, przedsiębiorcy i znanego świeckiego kaznodziei baptystycznego. W wieku 14 lat przyjął chrzest na wyznanie wiary. W latach 1947–1953 studiował teologię w South Wales Baptist College w Cardiff, gdzie uzyskał tytuł bakałarza sztuk wyzwolonych (Artium Baccalaureus), a następnie na Uniwersytecie Walijskim tytuł bakałarza teologii. Na Uniwersytecie Londyńskim otrzymał wyższy bakalaureat z teologii. Później doktoryzował się w zakresie teologii na Uniwersytecie w Tybindze.
W latach 1955 został ordynowany na pastora w zborze baptystycznym przy Dagnall Street w St. Albans (Dagnall Street Baptist Church), gdzie pełnił służbę duszpasterską do 1959.
W 1959 został powołany na stanowisko Sekretarza Europejskiego (European Area Secretary) w Departamencie Pomocy Międzykościelnej (the Inter-Church Aid Department) Światowej Rady Kościołów w Genewie. Za namową Willema Visser t'Hoofta zaangażował się w powstającą Konferencję Kościołów Europejskich. W 1968 został sekretarzem tej organizacji i funkcję tę pełnił do przejścia na emeryturę w 1986.

## Życie prywatne
Jego żoną od 1945 była Velia Baglio.